# Championnat de la Ruhr de snooker 2010
Le Championnat de la Ruhr 2010 est un tournoi de snooker classé mineur, qui s'est déroulé du 12 au 14 novembre 2010 à la Sparkassen Arena de Hamm en Allemagne.

## Déroulement
Il s'agit de la onzième épreuve du Championnat européen des joueurs, une série de tournois disputés en Angleterre (7 épreuves) et en Europe continentale (5 épreuves), lors desquels les joueurs doivent accumuler des points afin de se qualifier pour la grande finale à Dublin.
L'événement compte un total de 119 participants dans le tableau final (9 joueurs ont reçu un bye au premier tour). Le vainqueur remporte une prime de 10 000 €.
Le tournoi est remporté par John Higgins qui bat Shaun Murphy en finale par 4 manches à 2. Il s'agit du tout premier tournoi disputé par Higgins cette saison sur le circuit des joueurs, lui qui revient d'un banissement de six mois du circuit professionnel.

## Dotation
La répartition des prix est la suivante :
- Vainqueur : 10 000 €
- Finaliste : 5 000 €
- Demi-finaliste : 2 500 €
- Quart de finaliste : 1 400 €
- 8èmes de finale : 1 000 €
- 16èmes de finale : 500 €
- Deuxième tour : 200 €
- Vainqueur du tournoi "consolante" : 1 500 €
- Finaliste du tournoi "consolante" : 500 €
- Dotation totale : 50 000 €

## Phases finales
|  | Quarts de finale au meilleur des 7 manches | Quarts de finale au meilleur des 7 manches | Quarts de finale au meilleur des 7 manches |              |             | Demi-finales au meilleur des 7 manches | Demi-finales au meilleur des 7 manches | Demi-finales au meilleur des 7 manches |  |  | Finale au meilleur des 7 manches | Finale au meilleur des 7 manches | Finale au meilleur des 7 manches |
|  |                                            |                                            |                                            |              |             |                                        |                                        |                                        |  |  |                                  |                                  |                                  |
|  |                                            | Barry Pinches                              | 1                                          |              |             |                                        |                                        |                                        |  |  |                                  |                                  |                                  |
|  |                                            | Graeme Dott                                | 4                                          |              |             |                                        |                                        |                                        |  |  |                                  |                                  |                                  |
|  |                                            | Graeme Dott                                | 4                                          |              | Graeme Dott | 1                                      |                                        |                                        |  |  |                                  |                                  |                                  |
|  |                                            |                                            |                                            |              | Graeme Dott | 1                                      |                                        |                                        |  |  |                                  |                                  |                                  |
|  |                                            |                                            | John Higgins                               | 4            |             |                                        |                                        |                                        |  |  |                                  |                                  |                                  |
|  |                                            | John Higgins                               | John Higgins                               | 4            | 4           |                                        |                                        |                                        |  |  |                                  |                                  |                                  |
|  |                                            | John Higgins                               |                                            |              | 4           |                                        |                                        |                                        |  |  |                                  |                                  |                                  |
|  |                                            | Anthony Hamilton                           | 2                                          |              |             |                                        |                                        |                                        |  |  |                                  |                                  |                                  |
|  |                                            |                                            |                                            |              |             |                                        |                                        |                                        |  |  |                                  | John Higgins                     | 4                                |
|  |                                            |                                            |                                            | Shaun Murphy | 2           |                                        |                                        |                                        |  |  |                                  |                                  |                                  |
|  |                                            | Mark Allen                                 | 4                                          |              |             |                                        |                                        |                                        |  |  |                                  |                                  |                                  |
|  |                                            | Peter Lines                                | 0                                          |              |             |                                        |                                        |                                        |  |  |                                  |                                  |                                  |
|  |                                            | Peter Lines                                | 0                                          |              | Mark Allen  | 1                                      |                                        |                                        |  |  |                                  |                                  |                                  |
|  |                                            |                                            |                                            |              | Mark Allen  | 1                                      |                                        |                                        |  |  |                                  |                                  |                                  |
|  |                                            |                                            | Shaun Murphy                               | 4            |             |                                        |                                        |                                        |  |  |                                  |                                  |                                  |
|  |                                            | Shaun Murphy                               | Shaun Murphy                               | 4            | 4           |                                        |                                        |                                        |  |  |                                  |                                  |                                  |
|  |                                            | Shaun Murphy                               |                                            |              | 4           |                                        |                                        |                                        |  |  |                                  |                                  |                                  |
|  |                                            | Paul Davison                               | 1                                          |              |             |                                        |                                        |                                        |  |  |                                  |                                  |                                  |

## Finale
| Finale au meilleur des 7 manches Arbitre : ???       |                          |                         |
| John Higgins Écosse                                  | 4 - 2 ( - )              | Shaun Murphy Angleterre |
| 1 132                                                | Centuries Meilleur break | 0 64                    |
| John Higgins remporte le Championnat de la Ruhr 2010 |                          |                         |